# Діого Пірес
Діого Жозе Пірес (порт. Diogo José Pires; 18 грудня 1981, Сорокаба, Бразилія) — бразильський футболіст, півзахисник.

## Біографія
Виступав за бразильський «Сан-Паулу», де грав разом з Клебером, Кака і Жуліо Баптістою. Після цього виступав за «Уніон Барбаренсе».
Влітку 2005 року перейшов в чеську «Млада Болеслав», у команді провів 6 матчів у чемпіонаті Чехії сезону 2005/06.
3 лютого 2006 року підписав трирічний контракт з львівськими «Карпатами». У клубі грав його співвітчизник, бразилець Батіста. У команді Першої ліги України дебютував 14 березня 2006 року в матчі проти сімферопольського «ІгроСервіса» (1:1), Пірес вийшов на 67 хвилині замість Максима Фещука. У сезоні 2005/06 «Карпати» зайняли 2 місце у Першій лізі і вийшли у Вищу лігу, Діого зіграв 10 матчів.
Після цього грав на батьківщині за «Санту-Андре». Влітку 2008 року перейшов на правах вільного агента в братиславський «Слован», де відіграв два роки, також грав в оренді за «Петржалку», після чого повернувся на батьківщину в Бразилію де і завершив кар'єру футболіста.

## Досягнення
- Срібний призер Першої ліги України (1): 2005/06

## Особисте життя
Одружений, сім'я живе в Сан-Паулу. Хобі — карти і інтернет. Його батько — Валдір Перес, знаменитий футболіст, воротар збірної Бразилії.